# 大沼澤地綜合恢復計劃
大沼澤地綜合恢復計劃（英語：Comprehensive Everglades Restoration Plan，縮寫CERP）是美國國會為恢復佛羅里達州南部大沼澤地生態系統而制定的計劃。
美國國會最初於2000年授權時，預計大沼澤地綜合恢復計劃將耗費82億美元，大約需要30年才能完成。然而，根據2014年的估計，該計劃將需要大約50年的時間來實施，並且成本比最初設想的高出大約16.3億美元，再加上通貨膨脹的額外調整。

## 概述
大沼澤地綜合恢復計劃（CERP）為恢復、保護和保存佛羅里達州中部和南部（包括大沼澤地）的水資源提供了框架和指南。此計劃實行之範圍涵蓋了16個縣，面積達18,000平方英里（47,000平方公里）。